# Igor Maher
Igor Maher, slovenski policist in politik, * 10. junij 1967
Maher je nekdanji slovenski minister za infrastrukturo in prostor.

## Življenjepis
Maher je bil do leta 1989 policist Uprave za notranje zadeve Koper, nato pa je prevzel vodenja področja informatike za celotno UNZ Koper. Od leta 1992 je bil drektor v več zasebnih IT podjetjih. Pozneje je bil zaposlen tudi Mestni občini Koper kot vodja geo-informacijskega sistema in svetovalec župana, nakar pa je od leta 2004 dalje zasedal različna direktorska in nadzorna mesta.
Poleg Kadetske šole je končal še Ekonomsko-poslovno fakulteto Maribor in diplomiral na Fakulteti za management v Kopru. Končal je tudi magistrski študij podjetništva na Gea College v Ljubljani
Alenka Bratušek ga je imenovala za ministra za infrastrukturo in prostor v svoji vladi, pri čemer je bil iz kvote Državljanske liste. Že v postopku potrjevanja se je zapletel s pojasnjevanjem statusa nepremičnin v njegovi lasti, a je bil 20. marca 2013 vseeno potrjen za ministra. Pet dni po imenovanju je podal odstop. Pozneje je se je v postopkih ugotovilo, da gradnja ni bila nezakonita.
SDH ga je v nominacijskem postopku nato avgusta 2013 imenoval za člana nadzornega sveta ELESa. Od leta 2015 je predsednik nadzornega sveta podjetja Okolje Piran. Od januarja 2016 je direktor telekomunikacijskega podjetja Stelkom, ki je v večinski lasti slovenskih elektroenergetskih podjetij.